# Paparazzo

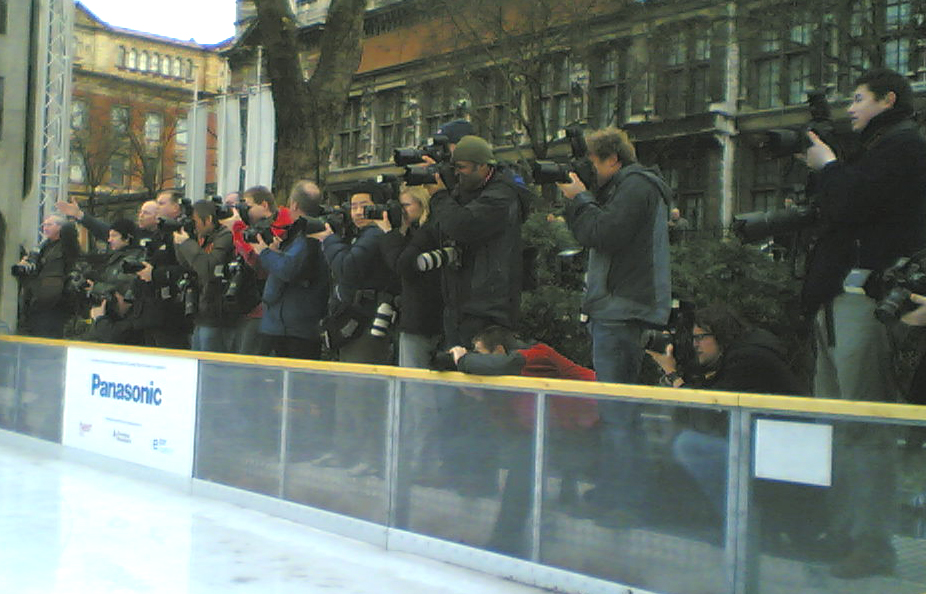
Fotógrafos paparazzi

Paparazzo (no plural, paparazzi) é uma palavra derivada da língua italiana utilizada para designar os repórteres que fotografam famosos sem a sua autorização, expondo em público as suas atividades no seu cotidiano.
Normalmente, o paparazzo é um repórter fotográfico bastante indiscreto e comumente torna-se alvo da fúria das celebridades que são flagradas a fazer algo que achem fora do comum, ou mesmo durante um gesto mais informal. Após conseguir as fotografias os paparazzi podem vendê-las à imprensa por valores significativos (que podem variar em função da fama da celebridade da situação em que se encontrava no momento em que foi fotografada).
O termo deriva de uma metáfora e uma sinédoque do escritor Ennio Flaiano que descreve os fotógrafos, comparando a lente da câmera à abertura e fecho do corpo dos moluscos, são chamadas no dialeto abruzzese de, "Paparazze", referindo-se, por extensão à pessoa por detrás da câmera.[carece de fontes?] Haveria ainda um grande mosquito siciliano denominado "paparaceo"[carece de fontes?]}.
A palavra foi popularizada no cinema. No filme La dolce vita (1960), de Federico Fellini, o jornalista Marcello Rubini (representado por Marcello Mastroianni) era acompanhado pelo fotógrafo Signore Paparazzo (Walter Santesso).

## No Brasil
No Brasil, um dos mais antigos paparazzi é o carioca Carlos Sadicoff. Ele começou sua carreira de fotógrafo de celebridades em meados da década de 1980, e tem em seu currículo fotos reproduzidas em jornais do exterior, particularmente os tabloides ingleses "The Sun" e "Daily Mirror".

## Paparazzona cultura popular
- Paparazzi, filme relacionado à vida de um astro de cinema que é perseguido por paparazzi inescrupulosos.
- Em agosto de 1997, a princesa Diana foi morta em uma perseguição de paparazzi.
- A canção "Paparazzi", da cantora Lady Gaga, aborda a relação obsessiva de uma fã com seu ídolo.